# Трет-Бутиламин
трет-Бутиламин — органическое вещество состава C4H11N, принадлежащее к классу аминов. Может рассматриваться как производное аммиака, содержащее трет-бутильный заместитель. Представляет собой бесцветную жидкость с «рыбным» запахом, характерным и для других аминов.

## Получение
трет-Бутиламин весьма трудно или невозможно получить распространёнными в промышленности методами (из спиртов, карбонильных соединений, нитрилов и т. д.), поэтому его синтезируют по реакции Риттера, присоединяя циановодород к изобутилену в кислой среде. Процесс проводится при 30—60 °С, а получаемый полупродукт гидролизуется при 100 °С. Применение реакции Риттера весьма ограниченно, поскольку она включает использование токсичного циановодорода, вызывающего коррозию, а также образование существенного количества побочных солей (3,3 кг на 1 кг трет-бутиламина) и необходимость их утилизации.
В лабораторных условиях трет-бутиламин можно получить гидрогенолизом 2,2-диметилазиридина на никеле Ренея.

## Химические свойства
Химические свойства трет-бутиламина определяются наличием у атома азота неподелённой электронной пары, а также подвижностью атомов водорода у аминогруппы. В связи с этим он проявляет типичные для алифатических аминов химические свойства, образуя соли с кислотами, давая амиды карбоновых кислот и сульфокислот, вступая в реакции с карбонильными соединениями, реакции алкилирования, окисления и т. д.

## Применение
трет-Бутиламин преимущественно используется для синтеза ускорителей вулканизации, например, TBBS (N-трет-бутил-2-бензотиазолилсульфенамида) и TBSI (N-трет-бутил-2-бензотиазолилсульфенимида). Также он находит применение в синтезе гербицидов (тербацил, тербутилазин, тербуметон, тербутрин) и инсектицида диафентиурона. Также  из трет-бутиламина и ацетальдегида производят N-трет-Бутилимин ацетальдегида,  реагент в синтезе α,β-непредельных альдегидов.